# ソユーズTMA-12
ソユーズTMA-12 (Союз TMA-12 / Soyuz TMA-12) は、ISS（国際宇宙ステーション）への往来を目的とした、ソユーズ宇宙船のミッションである。2008年4月8日にソユーズFGで打ち上げられて4月10日にピアースモジュールにドッキングし、10月24日に地球に帰還した。ソユーズTMA-10、ソユーズTMA-11で連続して弾道突入で帰還したが、ソユーズTMA-12は、モジュール分離用の爆発ボルト1本を2008年7月の船外活動で取り外すなどしたため、正常に帰還することが出来た。

## 乗組員

### 打上げ時
- 李素妍 (1) -  韓国（宇宙飛行関係者[3]）

#### 第17次長期滞在クルー
- セルゲイ・ヴォルコフ (1) -  ロシア
- オレッグ・コノネンコ (1) -  ロシア

### 帰還時
- セルゲイ・ヴォルコフ (1) -  ロシア
- オレッグ・コノネンコ (1) -  ロシア
- リチャード・ギャリオット (3) -  アメリカ合衆国（宇宙飛行関係者[4]）

### バックアップ
- マクシム・スラエフ -  ロシア
- オレッグ・スクリポチカ -  ロシア
- 高山 -  韓国（宇宙飛行関係者）

### 乗組員について
李素妍は韓国宇宙人輩出事業の一環として、韓国政府がロシア政府に2500万ドルを支払うことによって招待され、韓国人として初めて宇宙を訪れた。当初は高山が飛行し、李はバックアップ要員の予定だったが、2008年3月10日に、高山はトレーニングセンターから書類を持ち出さないという規則に違反し、飛行を禁止されたことが発表された。李素妍はソユーズTMA-11で帰還した。
リチャード・ギャリオットはスペースアドベンチャーズ社の宇宙旅行者で、ソユーズTMA-13でISSを訪れた。李やギャリオットは、RSA（ロシア連邦宇宙局）やNASA（アメリカ航空宇宙局）の書類上、「宇宙飛行関係者」として扱われた。